# Juegos Suramericanos de Playa de 2023
Los Juegos Suramericanos de Playa 2023 fueron la 5.ª edición de estos juegos y se desarrollaron del 14 al 21 de julio de 2023. El evento se llevó a cabo en el norte de Colombia, específicamente en la ciudad de  Santa Marta. Es organizado por la Organización Deportiva Suramericana  (ODESUR).
Santa Marta se ubica a orillas de la bahía del mismo nombre.

## Países participantes
| Países participantes (Cantidad de atletas) | Países participantes (Cantidad de atletas) | Países participantes (Cantidad de atletas) |
| ------------------------------------------ | ------------------------------------------ | ------------------------------------------ |
| Argentina (ARG) (108)                      | Colombia (COL) (133)                       | Paraguay (PAR) (54)                        |
| Aruba (ARU) (5)                            | Curazao (CUW) (7)                          | Perú (PER) (47)                            |
| Bolivia (BOL) (27)                         | Ecuador (ECU) (82)                         | Surinam (SUR) (6)                          |
| Brasil (BRA) (61)                          | Guyana (GUY) (TBD)                         | Uruguay (URU) (70)                         |
| Chile (CHI) (95)                           | Panamá (PAN) (36)                          | Venezuela (VEN) (92)                       |

## Sedes e instalaciones deportivas

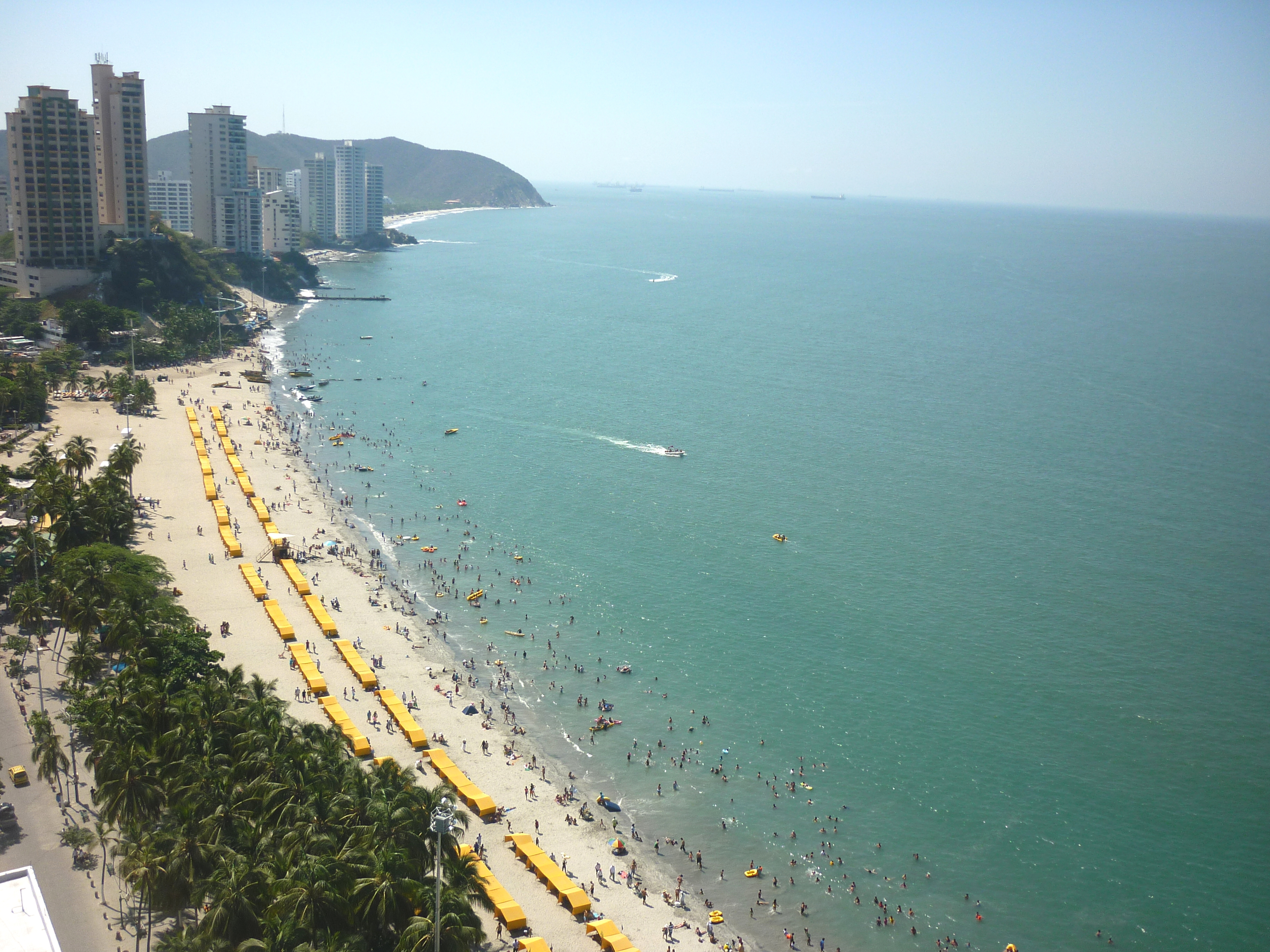
Vista de El Rodadero, balneario donde varias de las actividades se llevaron a cabo.

Estas son las sedes que albergaron los juegos:
| Recinto                        | Disciplinas                                          |
| ------------------------------ | ---------------------------------------------------- |
| Parque Multideportivo 500 años |                                                      |
| Cancha Balonmano               | Balonmano playa                                      |
| Cancha Rugby / Lucha           | Rugby playa, lucha libre de playa,                   |
| Cancha Tenis / Voleibol        | Tenis de playa, voleibol playa                       |
| Embarcadero Deportes Náuticos  | Actividades subacuáticas, natación en aguas abiertas |
| Estadio Fútbol Playa           | Fútbol playa                                         |
| Otros recintos                 |                                                      |
| Parque Náutico Bello Horizonte | Remo beach sprint, vela                              |
| Playa Cabo Tortuga             | Esquí náutico                                        |
| Playa Mendihuaca               | Surf                                                 |
| Playa Salguero                 | Triatlón                                             |
| Villa Bolivariana              | Skateboarding                                        |
|                                |                                                      |

## Deportes
| - Actividades subacuáticas (8) - Balonmano playa (2) - Esquí náutico (10) - Fútbol playa (1) - Lucha libre de playa (8) | - Natación en aguas abiertas (5) - Remo beach sprint (5) - Rugby playa (2) (detalles) - Skateboarding (2) - Surf (8) | - Tenis de playa (5) - Triatlón (5) - Vela (6) - Voleibol playa (2) (detalles) |

## Medallero
- País anfitrión resaltado en negrita.

| Núm.  | País            | Oro | Plata | Bronce | Total |
| ----- | --------------- | --- | ----- | ------ | ----- |
| 1     | Colombia (COL)  | 14  | 15    | 7      | 36    |
| 2     | Venezuela (VEN) | 14  | 8     | 5      | 27    |
| 3     | Brasil (BRA)    | 11  | 7     | 7      | 25    |
| 4     | Argentina (ARG) | 10  | 10    | 16     | 36    |
| 5     | Chile (CHI)     | 8   | 8     | 11     | 27    |
| 6     | Perú (PER)      | 5   | 8     | 5      | 18    |
| 7     | Ecuador (ECU)   | 4   | 7     | 11     | 22    |
| 8     | Uruguay (URU)   | 2   | 2     | 3      | 7     |
| 9     | Paraguay (PAR)  | 1   | 3     | 0      | 4     |
| 10    | Panamá (PAN)    | 0   | 1     | 4      | 5     |
| 11    | Aruba (ARU)     | 0   | 0     | 0      | 0     |
| 11    | Bolivia (BOL)   | 0   | 0     | 0      | 0     |
| 11    | Curazao (CUW)   | 0   | 0     | 0      | 0     |
| 11    | Guyana (GUY)    | 0   | 0     | 0      | 0     |
| 11    | Surinam (SUR)   | 0   | 0     | 0      | 0     |
| Total | Total           | 69  | 69    | 69     | 207   |